# Bathythrix zonata
Bathythrix zonata är en stekelart som beskrevs av Henry Keith Townes, Jr. 1983. Bathythrix zonata ingår i släktet Bathythrix och familjen brokparasitsteklar. Inga underarter finns listade.